# Tomaž Pisanski
Tomaž Pisanski (ur. 24 maja 1949 w Lublanie) – słoweński i jugosłowiański matematyk pracujący nad teorią grafów. Profesor matematyki dyskretnej na Uniwersytecie w Lublanie